# Riksröse

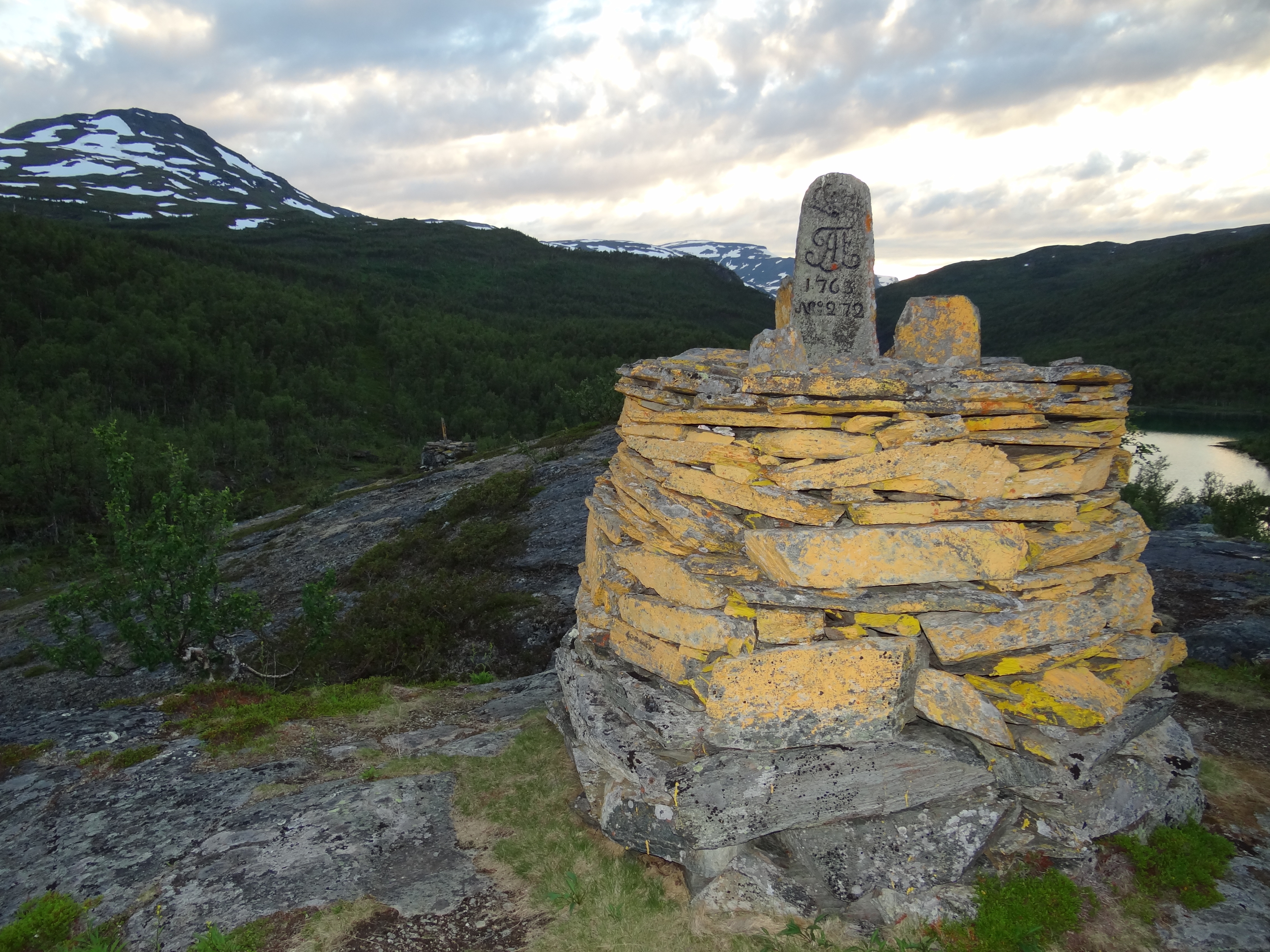
Riksröse 272, Pålnoröset från 1763, strax norr om Torneträsk.

Riksrösen är gränsmärken i form av stenrösen placerade längs riksgränsen mellan Norge och Sverige samt gränsen mellan Finland och Sverige. Det finns även ett antal rösen mellan Norge och Finland som är en kvarleva från den tiden Finland tillhörde Sverige.

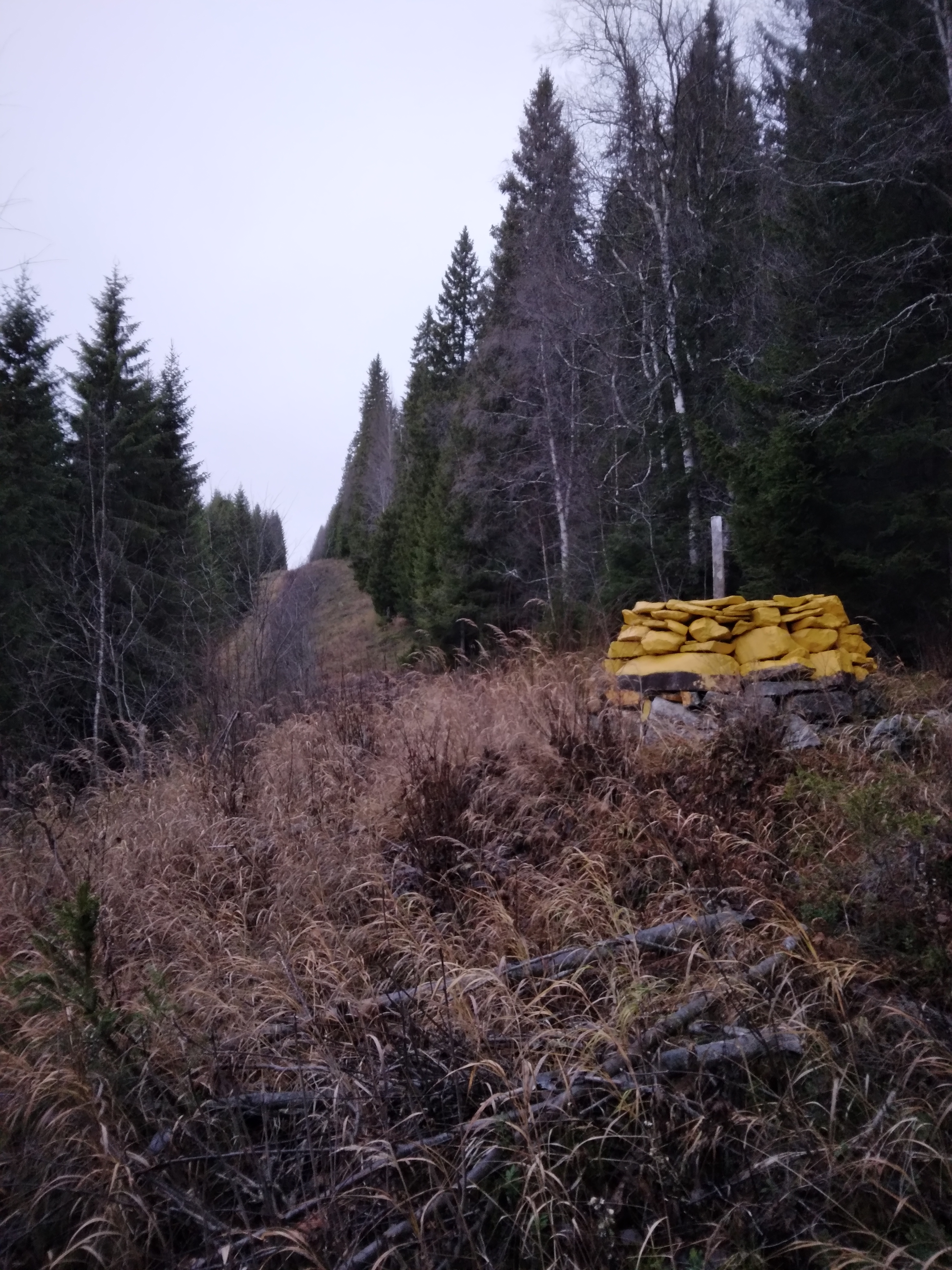
Riksröse 191, Murusjöröset från 1760, väster om Gäddede

Längs gränsen mellan Sverige och Norge finns över 200 numrerade riksrösen. De markeras på kartor vanligen med "Rr" följt av dess nummer. Några kända riksrösen är Treriksröset och Nasaröset.  

## Historik

### Norge-Sverige
I Strömstadstraktaten 1751 fastslogs att gränsen skulle märkas ut med numrerade stenrösen. Detta arbete påbörjades vid Hisön den 1 juni 1752, där riksröse nr 1 placerades. Riksröse 293 står ungefär en mil väster om Treriksröset, där Sveriges territorium upphör sedan avträdelsen av Finland efter Finska kriget 1809. Ytterligare ett 50-tal rösen byggdes öster om Treriksröset och numrerades i samma serie. Riksröse 294 och uppåt befinner sig på gränsen mellan Norge och Finland. Detta beror på att Finland under denna tid tillhörde Sverige. Arbetet avslutades 1766 vid Golmmešoaivi på den nuvarande gränsen mellan Nesseby kommun och Sør-Varanger kommun i Finnmark fylke.
De rösen som lades upp 1752–1766 är gränsens huvudrösen och betecknas på kartor med Rr och ett löpnummer. I samband med en gränsöversyn som gjordes 1929–1930 kompletterades gränsmarkeringen med ett stort antal nya rösen. Samtidigt infördes en beteckning, så att nya rösen efter riksröse 233 i riktning mot riksröse 234 betecknas med Rr 233 A, Rr 233 B och så vidare.
Gränsen mellan Bohuslän och Norge fick riksrösen först 1835. Sträckan ingick inte i Strömstadstraktaten utan i den äldre Nasselbackatraktaten, som beskrev naturliga gränsmärken. Dessa rösen betecknas A–K och några andra bokstavsbeteckningar.

### Finland-Sverige
Längs större delen av gränsen Finland-Sverige finns inga riksrösen. Det beror på att gränsen är definierad i fördrag att den ska gå längs älvens djupaste fåra (i princip där bäcken skulle gå om vattenmängden minskade till en bäck). Det finns dock några rösen:  Treriksröset och tre till i närheten, samt 30 rösen nära Haparanda.